# Milionia lamprima
Milionia lamprima là một loài bướm đêm trong họ Geometridae.